# Dan Rutherford
Dan Rutherford, (né le 26 mai 1955), est un homme politique américain, membre du parti républicain, trésorier de l'Illinois de 2011 à 2015.

## Carrière politique
Le 3 novembre 1992, Rutherford est élu à la Chambre des représentants de l'Illinois dans le 87e district face au démocrate Chuck Rolinski. Il est réélu en 1994, 1996, 1998 et 2000.
Le 19 mars 2002, Rutherford remporte l'investiture républicaine pour être candidat au Sénat de l'Illinois. Il est élu sénateur le 5 novembre 2002 sans aucune opposition, et est réélu deux ans plus tard.
Le 21 mars 2006, après avoir remporté l'investiture républicaine pour le poste de secrétaire d'État de l'Illinois, il est sèchement battu par le secrétaire d'État sortant, le démocrate Jesse White (33 % contre 63 %).
Le 2 février 2010, Rutherford est investi sans opposition par les républicains, pour remplacer le trésorier démocrate Alexi Giannoulias qui ne se représente pas, pour pouvoir se présenter au sénat américain.
Le 2 novembre 2010, Rutherford est élu trésorier de l'Illinois avec 50 % des voix face à la démocrate Robin Kelly (45 %).
Il renonce à se représenter en 2014 et se présente au poste de gouverneur de l'État. Il perd la primaire républicaine. Rutherford est remplacé au poste de trésorier par Mike Frerichs (en).